# Gyabrag
Dans la cuisine tibétaine, le gyabrag est une crêpe faite de farine d'orge, de beurre de yack, de fromage en grains sec et de sucre.